# Basilia truncatiformis
Basilia truncatiformis är en tvåvingeart som beskrevs av Farafonova 1998. Basilia truncatiformis ingår i släktet Basilia och familjen lusflugor. Inga underarter finns listade i Catalogue of Life.